# Mirim Doce
Mirim Doce é um município brasileiro do estado de Santa Catarina. Fica na região do Vale do Itajaí e é um grande produtor de arroz.
Sua população é de aproximadamente 2.800 habitantes.

## História
Embora uma corrente majoritária tente afirmar que a origem do nome se dê à presença de uma abelha pequenina, chamada “mirim” e conhecida por produzir mel azedo - na qual chamou a atenção dos colonizadores porque ali produzia mel doce -, o historiador e professor universitário Lino João Dell'Antônio afirma que se trata de uma indução ao erro. O atual nome tem origem na expressão Tupi-Guarani "Mirim-Ocê", e não Mirim Doce, como foi aportuguesado. A explicação fundamenta que o mesmo fenômeno se repete em Goio-Erê, no Paraná e na cidade catarinense de "Campo Erê", que deve ser grifada como "Campô-Erê", e não conforme foi injustamente aportuguesada. Vem daí o nome do município, Mirim Doce, que se emancipou de Taió em 26 de setembro de 1991, por intermédio da Lei 8356 (Publicada no DO 14.293 de 4 de outubro de 1991), sancionada pelo então Governador do Estado, Vilson Pedro Kleinübing.
A região onde se localiza Mirim Doce foi uma das mais castigadas pelos conflitos da Guerra do Contestado. Antes, no final do século XIX, foi passagem de tropeiros que levavam couro, gado e carne-seca do Rio Grande do Sul para São Paulo. No início do século XX, a localidade chamava-se Depósito, por armazenar toras de madeira utilizadas por militares na guerra, que durou de 1912 a 1916, mas não existe nenhum registro deste fato.
O processo de criação do novo município desmembrado de Taió aconteceu com grande tranquilidade, com reuniões em diversas comunidades do interior, até a realização de um plebiscito que foi coordenado pela Justiça Eleitoral TRE/SC, ocorrido no território interessado, que resultou num expressivo voto favorável.

## Geografia
Localiza-se a uma latitude 27º11'47" sul e a uma longitude 50º04'36" oeste, estando a uma altitude de 397 metros. Sua população, hoje, conta com menos de 3.000 habitantes.Destaca-se também o Morro do Funil, que é um ponto de referência da história da América do Sul .

## Política
Histórico de prefeitos
- 1° prefeito: Wilson Vanelli (PMDB) e Heinz Hermann Martin Haake (PMDB)
- 2° prefeito: Heinz Hermann Martin Haake (PMDB) e Gregorio Augusto Borghezan  (PMDB)
- 3° prefeito: Henrique Peron (PP) e Gilmar Piva (PP)
- 4° prefeito: Henrique Peron (PP)) e Gregorio Augusto Borghezan (PSDB)
- 5º prefeito: Maria Luiza Kestring Liebsch (PMDB) e Sergio Luiz Paisan (PMDB)
- 6º prefeito: Maria Luiza Kestring Liebsch (PMDB) e Sergio Luiz Paisan (PMDB)
- 7º prefeito: Sergio Luiz Paisan (PMDB) e Antônio Carlos Kestring (PMDB)

Vereadores da 5ª legislatura
- Presidente: Paulo Moacir Kestring (PSDB)
- Vice-presidente: Euclides Xavier (PMDB, líder da bancada)
- 1° secretário: Ervin Rodrigues de Oliveira (PMDB)
- 2° secretário: Valdir Mengarda (PT, líder do governo)
- Andre Luiz Alves de Jesus (PSDB)
- Irineu Felizari (PMDB)
- Nerci Maciel dos Santos (PR)
- Valdir Pereira (PMDB)
- Gilmar Piva (PP)

Vereadores da 6ª legislatura
Oposição
- André Luiz Alves de Jesus (PSDB, presidente)
- Bernardo Peron (PSD)
- Emerita Borghezan (PSDB)
- Nerci Maciel dos Santos (PR)
- Marco Antonio Seman (PSD)

Situação
- Bernadete Novaes dos Santos (PMDB)
- Euclides Xavier (PMDB)
- Irineu Felizari (PMDB)
- Valdir Mengarda (PT)